# ميتسورو ماروكا
ميتسورو ماروكا (باليابانية: 丸岡 満) (6 يناير 1996 في توكوشيما في اليابان – )؛ هو لاعب كرة قدم ياباني سابق كان يلعب كلاعب وسط.

## وصلات خارجية
- ميتسورو ماروكا على موقع رابطة كرة القدم اليابانية للمحترفين (اليابانية)
- ميتسورو ماروكا على موقع دوري كوريا الجنوبية (الإنجليزية)
- ميتسورو ماروكا على موقع قاعدة بيانات كرة القدم.إي يو (الإنجليزية)
- ميتسورو ماروكا على موقع بيانات كرة القدم. دي إي (الألمانية)
- ميتسورو ماروكا على موقع Soccerway.com (الإنجليزية)
- ميتسورو ماروكا على موقع عالم كرة القدم.نت (الإنجليزية)
- ميتسورو ماروكا على موقع كووورة
- ميتسورو ماروكا على موقع AS.com (الإسبانية)